# Dvanáctiúhelník

pravidelný dvanáctiúhelník.

Dvanáctiúhelník je rovinný geometrický útvar, mnohoúhelník s dvanácti vrcholy a dvanácti stranami.
Součet velikostí vnitřních úhlů konvexního dvanáctiúhelníku je přesně 1800° (10π).
Pravidelný dvanáctiúhelník lze složit z dvanácti shodných rovnoramenných trojúhelníků, jejichž úhly při základně mají velikost {\displaystyle {\frac {5\pi }{12}}} a při vrcholu {\displaystyle {\frac {\pi }{6}}}.

## Parametry
Pro pravidelný dvanáctiúhelník platí vzorce:
- Obvod: {\displaystyle o=12\cdot a}
- obsah: {\displaystyle S=3\cot \left({\frac {\pi }{12}}\right)a^{2}=3\left(2+{\sqrt {3}}\right)a^{2}\simeq 11.19615242a^{2}}

## Konstrukce dvanáctiúhelníku
Konstrukce pravidelného dvanáctiúhelníku pomocí kružítka a pravítka v 23 krocích:

Jiná konstrukce: Narýsujeme kružnici a sestrojíme jí vepsaný pravidelný šestiúhelník.(Strana pravidelného šestiúhelníku se rovná poloměru kružnice opsané.)Pravidelnému šestiúhelníku uděláme osy stran a tyto body spolu s vrcholy pravidelného šestiúhelníku tvoří pravidelný dvanáctiúhelník.